# Hypoponera intermedia
Hypoponera intermedia es una especie de hormiga del género Hypoponera, subfamilia Ponerinae.